# Lincoln Davis
Lincoln Davis, född 13 september 1943 i Fentress County, Tennessee, är en amerikansk demokratisk politiker. Han representerade delstaten Tennessees fjärde distrikt i USA:s representanthus 2003–2011.
Davis utexaminerades 1964 från Tennessee Tech. Han var borgmästare i Byrdstown 1978–1982.
Kongressledamot Van Hilleary kandiderade utan framgång i guvernörsvalet i Tennessee 2002. Davis vann kongressvalet och efterträdde Hilleary i representanthuset i januari 2003. Republikanen Scott DesJarlais besegrade Davis i mellanårsvalet i USA 2010.
Davis och hustrun Lynda har tre döttrar: Larissa, Lynn och Libby.